# Ночь покера
«Ночь по́кера» (англ. Poker Night) — криминальный триллер Грега Френсиса. Фильм выпущен на видео 5 декабря 2014 года.

## Сюжет
Стэн Джетер (Бо Мирчофф) — молодой полицейский, недавно ставший детективом. Любимое занятие Стэна — играть в покер со своими коллегами, полицейскими-ветеранами. Во время игры они рассказывают истории, связанные с расследованиями различных случаев убийств. Однажды Стэна похищает жестокий маньяк (Майкл Эклунд) и держит детектива в заключении вместе с Эми (Хелстон Сейдж), похищенной дочерью полицейского. Стэн начинает использовать рассказы своих товарищей-игроков в покер, чтобы найти выход из тюрьмы, в которую его заключил маньяк.

## В ролях
| Актёр              | Роль                  |
| ------------------ | --------------------- |
| Бо Мирчофф         | детектив Стэн Джетер  |
| Рон Перлман        | Калабрезе             |
| Джанкарло Эспозито | Бернард               |
| Кори Лардж         | Дэвис                 |
| Титус Уэлливер     | Максвелл              |
| Хелстон Сейдж      | дочь полицейского Эми |
| Рон Элдард         | Каннингем             |
| Майкл Эклунд       | маньяк                |

## Критика
Фильм получил неоднозначные отзывы кинокритиков. На сайте Rotten Tomatoes фильм имеет рейтинг 44 % на основе 9 рецензий со средним баллом 5,1 из 10. На сайте Metacritic оценка фильма — 23 из 100 на основе 17 рецензий критиков, что соответствует статусу «в целом неблагоприятные отзывы».
Журнал The Dissolve отметил, что исполнители ролей копов-ветеранов сыграли интересней, чем главные герои. Киножурнал We Got This Covered оценил актёрскую игру Майкла Эклунда в образе запоминающегося монстра-маньяка.